# Dragon Pilot
Dragon Pilot (ひそねとまそたん?, Hisone to masotan) è una serie televisiva anime in 12 episodi prodotta dallo studio di animazione giapponese Bones. La serie è diretta da Hiroshi Kobayashi e sceneggiata da Mari Okada, con Shinji Higuchi in qualità di direttore esecutivo. Il progetto è stato annunciato al Tokyo Comic Con del dicembre 2017 e le trasmissioni sono iniziate il 12 aprile 2018. L'anime è stato concesso in licenza a Netflix per lo streaming nazionale e internazionale che ha reso disponibile la serie su Internet a livello internazionale il 21 settembre 2018.

## Trama
Hisone Amakasu è stata educata dai genitori ad essere sempre sincera ed estremamente schietta con gli altri, ma questo suo comportamento le ha da sempre causato una grande difficoltà ad interagire con le altre persone, che spesso si sentono offese dal suo comportamento anche se lei non ne aveva l'intenzione. Per questo motivo decide di allontanarsi da tutti e arruolarsi nella Kōkū Jieitai, la Forza di autodifesa aerea giapponese. Viene assegnata alla base aerea di Gifu ed è scelta come suo pilota dell'Organic Transformed Flyer (OTF), il drago volante che si trova segretamente in un hangar della base. Durante il suo primo volo scopre il suo ruolo predestinato di pilota di drago. Secondo una leggenda i draghi posseggono la chiave per sbloccare il futuro del mondo.

## Episodi
| Nº | Titolo italiano Giapponese 「Kanji」 - Rōmaji                                                                      | In onda        | In onda           |
| Nº | Titolo italiano Giapponese 「Kanji」 - Rōmaji                                                                      | Giapponese     | Italiano          |
| 1  | Cose da pazzi 「正気の沙汰ではないんです」 - Shōki no sata de wa nain desu                                         | 12 aprile 2018 | 21 settembre 2018 |
| 2  | Ho chiamato il drago Masotan 「ドラゴンの名前はまそたんにします」 - Doragon no namae wa Masotan ni shimasu         | 19 aprile 2018 | 21 settembre 2018 |
| 3  | Prenditi le tue responsabilità 「責任とってくださいよ」 - Sekinin totte kudasai yo                                 | 26 aprile 2018 | 21 settembre 2018 |
| 4  | Quei ragazzi sono venuti a Gifu 「ヤツらが岐阜にやって来た」 - Yatsura ga Gifu ni yatte kita                       | 3 maggio 2018  | 21 settembre 2018 |
| 5  | A chi piace non piacere? 「スキ好んで嫌われたい人なんていますか？」 - Sukikononde kirawaretai hito nante imasu ka? | 10 maggio 2018 | 21 settembre 2018 |
| 6  | Io dirò il tuo nome 「君の名前を叫ぶから」 - Kimi no namae wo sakebu kara                                          | 17 maggio 2018 | 21 settembre 2018 |
| 7  | Regno dell'amore 「恋する王国」 - Koi suru ōkoku                                                                   | 24 maggio 2018 | 21 settembre 2018 |
| 8  | Offerta limitata! Gusto piccante della nonna 「期間限定！激辛おばあさん味」 - Kikan gentei! Gekigara obāsan aji    | 31 maggio 2018 | 21 settembre 2018 |
| 9  | eeeeeeeeeek! 「ギャーーー！！」 - Gyaaaaah!!                                                                       | 7 giugno 2018  | 21 settembre 2018 |
| 10 | Amore liquido 「好きになったらトロけちゃう」 - Suki ni nattara torokechau                                          | 14 giugno 2018 | 21 settembre 2018 |
| 11 | Il cielo di Montparnasse e la ragazza canaglia 「モンパルナスの空とクズ女」 - Monparunasu no sora to kuzu onna     | 21 giugno 2018 | 21 settembre 2018 |
| 12 | Fine 「無敵の私たち」 - Muteki no watashitachi                                                                     | 28 giugno 2018 | 21 settembre 2018 |